# Raimundo Correia

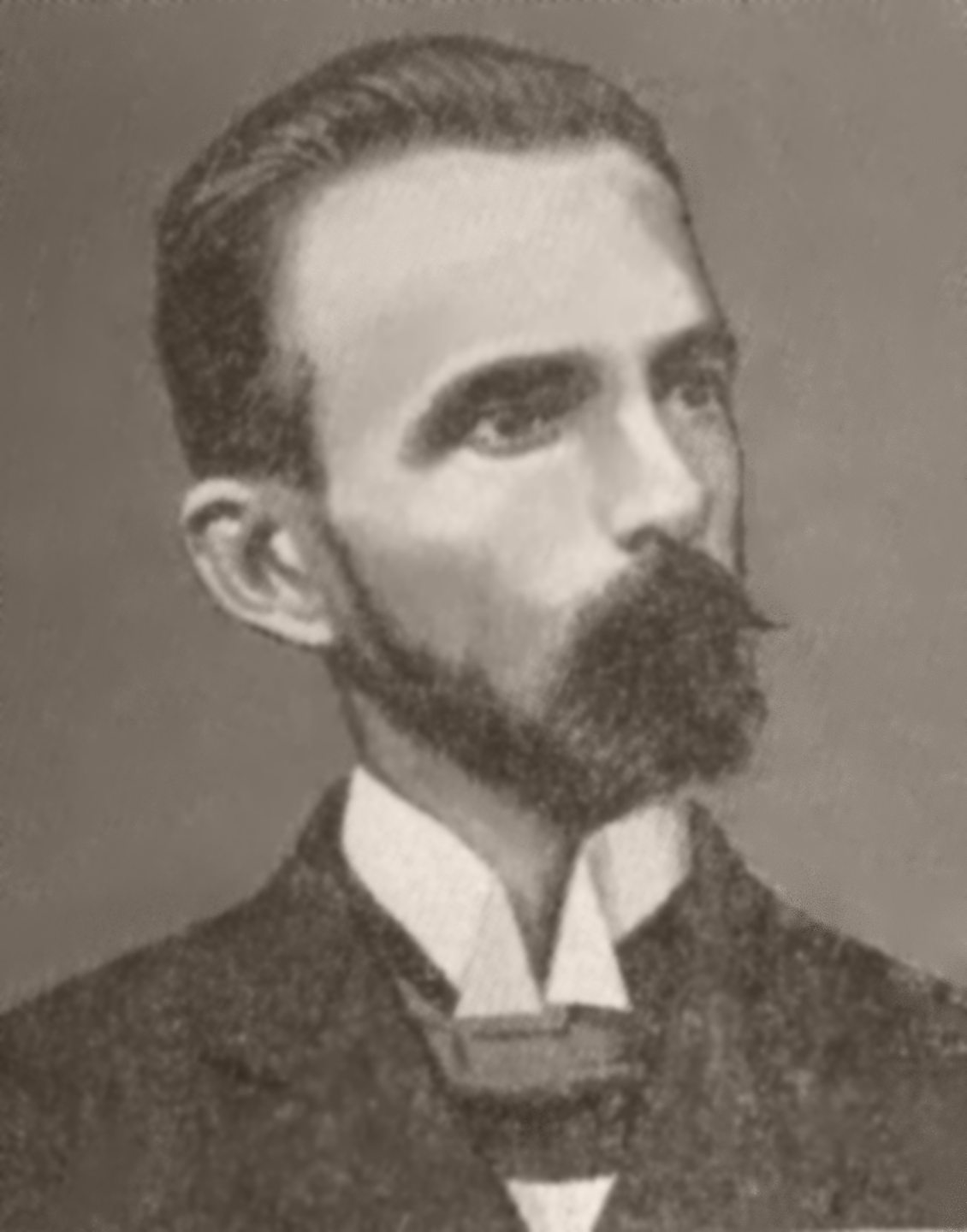
Porträt des Dichterjuristen Raimundo Correia

Raimundo da Mota de Azevedo Correia (* 13. Mai 1859 bei Mogúncia, Bundesstaat Maranhão, Brasilien; † 13. September 1911 in Paris, Frankreich) war ein brasilianischer Lyriker und Jurist. Er war ein bedeutender Vertreter der brasilianischen Spätromantik und des Parnassismus, zudem Gründungsmitglied der Academia Brasileira de Letras.

## Leben

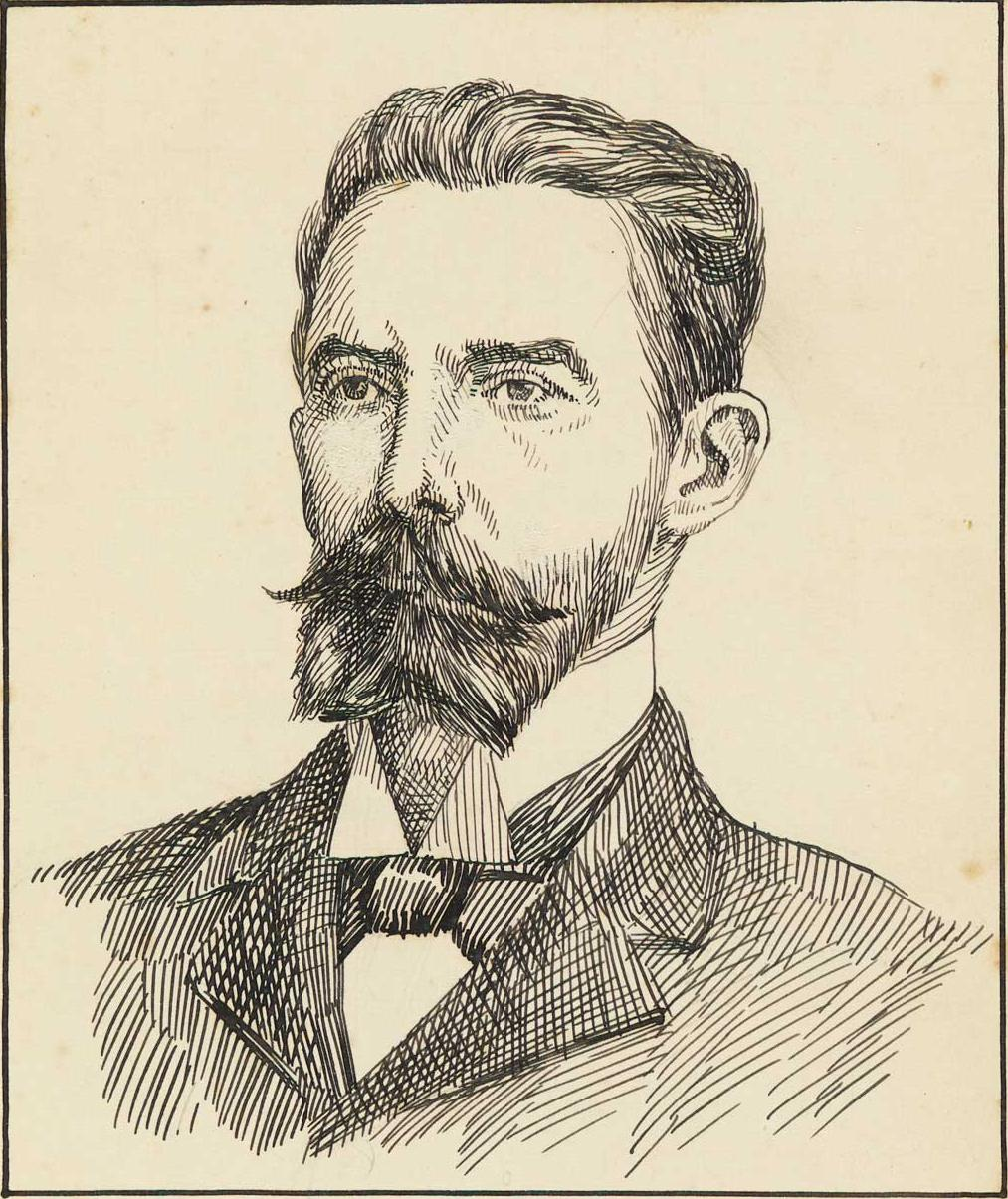
Raimundo Correia

Raimundo Correia hatte eine ungewöhnliche Geburt: Er wurde auf dem brasilianischen Schiff São Luis, das zu dieser Zeit vor der Küste der Provinz Maranhão ankerte, geboren. Seine Familie waren Angehörige des brasilianischen Großbürgertums, mit Kontakten bis zum Kaiserhaus. Sein Vater war Jose Mota de Azevedo Correia, seine Mutter war Maria Clara Vieira da Silva. Als Kind ging er nach Rio de Janeiro, wo er das Colegio Nacional, eines der führenden Internate des Landes, besuchte. Zu seinen Mitschülern dort zählten Kinder, die später zur politischen und kulturellen Elite Brasiliens gehörten: Raul Pompeio, Teofilo Dias, Eduardo Prado, Affonso Celso, Augusto de Lima, Valentim Magalhães, Silva Jardim. Nach seiner Schulzeit begann er 1877 ein Studium der Rechtswissenschaften an der Juristischen Fakultät der Universität São Paulo.1879 – noch als Student – hatte er sein literarisches Debüt mit dem Gedichtband „Primeiros Sonhos“. Nach dem Ende seines Studiums 1884 zog er in den Bundesstaat Rio de Janeiro, wo er als Amts- und Waisenrichter in Städten wie São João da Barra und Vassourense arbeitete. Dort schrieb er auch zum ersten Mal für ein Magazin: Für "O Vassourense", ein Kulturmagazin der Stadt, das von dem Dichter, Musiker und Humanisten Lucindo Filho (1847–1896) gegründet worden war, veröffentlichte er ein Essay.
1884 hatte er Mariana Sodre geheiratet. 1889 ging er in die Kommunalpolitik und wurde Staatssekretär des Gouverneurats des Bundesstaates Rio de Janeiro. Dieses Amt hatte er jedoch nur sehr kurz inne. Dann zog er in den Bundesstaat Minas Gerais, wo er als Amtsrichter in der Stadt São Gonçalo de Sapucai tätig war. Dann erfolgte eine Ernennung zum Professor für Rechtswissenschaften an der Universität von Ouro Preto. Schließlich machte er auf Bundesebene Karriere: In der Regierung von Prudente de Morais wurde er Verbindungsmann für die portugiesisch-brasilianischen Beziehungen der Regierung, 1897. In dieser Eigenschaft lebte er von 1887 bis 1889 in Portugals Hauptstadt Lissabon. 1899 kehrte er nach Brasilien zurück, bekam kurzzeitig eine Tätigkeit in Fluminense Rio de Janeiro, bevor er von 1900 bis zu seinem Tode 1911 als Richter in Rio de Janeiro tätig war. Aus gesundheitlichen Gründen ging er 1911 nach Paris, wo er kurz nach seiner Ankunft an den Folgen seiner Krankheit verstarb. Sein Leichnam war bis 1920 in Paris beigesetzt und wurde dann nach Brasilien überführt.

## Romantisches und parnassisches Werk
Correia wird oft als Spätromantiker, vor allem durch sein erstes Werk „Primeiros Sonhos“ bezeichnet. Schon durch sein zweites Werk "Sinfonia" war er dem Parnassismus zugeneigt. Das Sonett „As pombas“ gilt als eines der besten und bekanntesten Sonette portugiesischer Sprache im 19. Jahrhundert. Auch ist sein Werk von einer großen Liebe zur Natur, einer formellen Perfektion, einem Rückgriff auf die Klassische Kultur, Pessimismus und Desillusionismus geprägt.
Neben Alberto de Oliviera und Olavo Bilac gehörte er zur sogenannten „Parnassischen Triade“.

## Academia Brasileira de Letras
Raimundo Correia war 1897 Gründungsmitglied der Academia Brasileira de Letras, dort war er Inhaber des Sitzes Nr. 5, für den er als Namenspatron Bernardo Guimarães wählte. Correira gehört zu den Unsterblichen, den „Imortais“, der brasilianischen Literatur.

## Werk
- Primeiro Sonhos. 1879. Lyrik.
- Sinfonias. 1883. Lyrik.
- Versos e Versoes. 1887. Lyrik.
- Aleluias. 1891. Lyrik.
- Poesia. 1898. Lyrik.

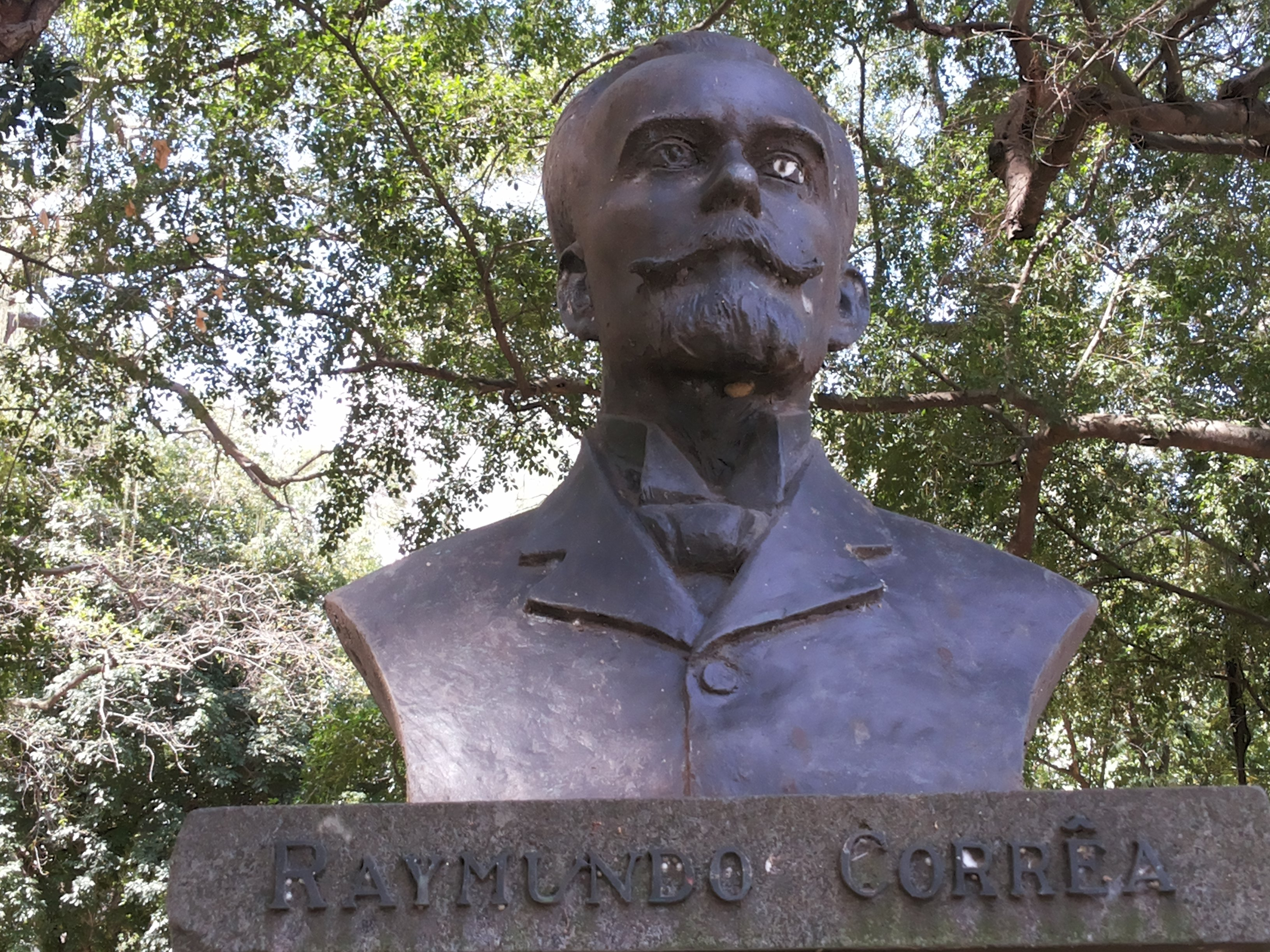
Raimundo Correia

Ein Band Poesia completa e prosa. Introdução geral erschien bei Aguilar in Rio de Janeiro 1961, ergänzt durch Beiträge von Waldir Ribeiro do Val und Afonso Celso. Diese Standardausgabe hat heute noch Gültigkeit.
In das Deutsche sind bisher nur wenige, unter zehn, Gedichte übersetzt.